# Helmuth Kippar
Helmuth Kippar (* 10. September 1910 in Reval; † 1. Juli 1969) war ein estnischer Fußballspieler. 

## Karriere
Helmuth Kippar spielte in seiner Fußballkarriere für die Vereine Tallinna JK, SÜ Esta Tallinn und Tallinna Esto in der Estnischen Meisterschaft.
Im Jahr 1935 absolvierte Kippar acht Länderspiele für die Estnische Nationalmannschaft. Er debütierte im Juni 1935 gegen Lettland. Im selben Jahr nahm er mit der Landesauswahl am Baltic Cup teil.